# باشگاه فوتبال فاکل وورونژ
باشگاه فوتبال فاکل وورونژ (روسی: Футбольный клуб "Факел" Воронеж) باشگاه فوتبال روسی است که در سال ۱۹۴۷ در وورونژ بنیان‌گذاری شده و در رقابت‌های لیگ برتر فوتبال روسیه شرکت می‌کند. این باشگاه رکورددار حضور هواداران در شرق اروپا است.

## بازیکنان مطرح
برخی از بازیکنان بین‌المللی که سابقهٔ بازی برای فاکل دارند عبارتند از:
- ویکتور لوسف
- والری کارپین
- الکساندر فیلیمنوو
- فدور کودریاشوف
- ایوان سائنکو
- آنتون زابولوتنی
- استانیسلاو بوچنف
- ترلان احمدف
- شاهین دینیف
- قربان قربان‌اف
- اندری یودین
- آندری هاکوبیانتس
- یوریس لایزانس
- ادگار یانکاوسکاس
- نمانیا پیچینوویچ